# Chorapuc
Chorapuc (bělorusky Хорапуць) je řeka v Dobrušském rajónu v Homelské oblasti a levý přítok řeky Ipuť v povodí Dněpru. Délka toku je 45 km s povodím 528 km². Průměrný průtok v ústí je 2,06 m³/s. Průměrný sklon vodní hladiny je 0,8 ‰. Mezi hlavní přítoky patří Hrazliŭka (pravý přítok), Žhuň a Čačora (levé přítoky).
Řeka pramení 2 km jihozápadně od obce Čyrvony Arol a ústí na západním okraji města Dobruš. Řeka protéká Homelským Polesím. V ústí se spojuje s řekou Ipuť. Údolní niva má většinou luční charakter. Tok je splavný po celé své šířce 2 až 3 metry na horním toku, při ústí až 12 m. Břehy jsou strmé a až 1,2 m vysoké. Přijímá vodu z odvodňovacích kanálů.